# تووروگ
تووروگ (به لهستانی:  Tworóg) یک روستا در لهستان است که در گمینا تووروگ واقع شده‌است. تووروگ ۳٬۵۰۰ نفر جمعیت دارد.